# Franz Heidingsfelder
Franz Xaver Heidingsfelder (* 2. Dezember 1882 in Waizendorf bei Wolframs-Eschenbach, Landkreis Ansbach; † 7. Februar 1942 in Regensburg) war ein deutscher Historiker.

## Leben
Nach dem Abitur am Eichstätter Humanistischen Gymnasium studierte Heidingsfeld zuerst Katholische Theologie und empfing in Eichstätt die Priesterweihe. Er schloss jedoch nach einjähriger Gemeindetätigkeit ein Studium der Geschichtswissenschaften an der Universität Würzburg an und wurde aufgrund einer von Anton Chroust betreuten Dissertation über Die Zustände im Hochstift Eichstätt am Ausgang des Mittelalters und die Ursachen des Bauernkrieges (gedruckt 1911) zum Dr. phil. promoviert. Anschließend bearbeitete er für die Gesellschaft für fränkische Geschichte die Regesten der Bischöfe von Eichstätt, bis er 1915 zum Professor der Kirchen- und Kunstgeschichte an das Lyzeum, den Vorgänger der Philosophisch-theologischen Hochschule Regensburg, berufen wurde. Im November 1933 unterzeichnete er das Bekenntnis der Professoren an den deutschen Universitäten und Hochschulen zu Adolf Hitler und dem nationalsozialistischen Staat. Von 1937 bis 1939 war er Rektor.

## Ehrungen und Auszeichnungen
Er ist zusammen mit seinem Bruder Georg Heidingsfelder, Professor der Philosophie und Pädagogik an der Philosophisch-Theologischen Hochschule Eichstätt, Namensgeber der Professor-Heidingsfelder-Straße in seinem Geburtsort.
In Eichstätt wurde am 10. Oktober 1963 der Heidingsfelderweg nach ihm benannt.

## Schriften
- Die Regesten der Bischöfe von Eichstätt. (Bis zum Ende der Regierung des Bischofs Marquard von Hagel 1324) (= Veröffentlichungen der Gesellschaft für Fränkische Geschichte. 6. Reihe: Regesten fränkischer Bistümer. Bd. 1, ZDB-ID 504322-0). Palm & Enke, Erlangen 1915–1938 (Lieferungswerk). 1/2. Bogen 1 - 20 (Digitalisat).
- Die vorgotischen Kirchen Regensburgs. In: Das Bayerland, Bd. 36, 1925, ISSN 0174-3813, S. 584–597.
- Heinrichs II. Beziehungen zu Regensburg. In: Verhandlungen des Historischen Vereins für Oberpfalz und Regensburg. Bd. 75, 1925, ISSN 0342-2518, S. 89–118, (Digitalisat).
- Die selige Stilla von Abenberg. In: Sammelblatt des Historischen Vereins Eichstätt. Bd. 40/41, 1925/1926, ISSN 0936-5869, S. 46–66.[3]